# Renault 8G
Le Renault 8G est une famille de moteurs d'avions conçus par Renault durant la Première Guerre mondiale. Il s'agit de moteurs V8 refroidis par eau et produisant de 140 ch (100 kW) à 190 ch (140 kW).

## Conception et développement
La construction utilise des blocs de fonte séparés pour chaque paire de cylindres, montés sur un carter en alliage léger avec un angle d'ouverture de 50 degrés. Chaque rangée est dotée d'un seul arbre à cames en tête, entraîné par arbre au moyen d'engrenages coniques. Le moteur est équipé d'un carburateur Zenith à double admission et d'un allumage à double étincelle par l'intermédiaire de quatre magnétos. Le vilebrequin est un plan plat à trois paliers et quatre portées, chaque paire de cylindres partageant une bielle maître-esclave sur le même maneton.

## Variantes
8G
140 hp (104 kW)
8Ga
150 hp (112 kW)
8 Go
160 hp (119 kW)
8Gc
175 hp (130 kW)
8Gd
190 hp (142 kW)
8Gdy
200 hp (149 kW)
8G
200 hp (149 kW)

## Utilisations
- Dorand AR.1 - Renault 8Gd - 1917
- Farman F.80 - Renault 8Gd
- Dorand AR.2 - Renault 8Gdy

## Spécifications (8Gd)

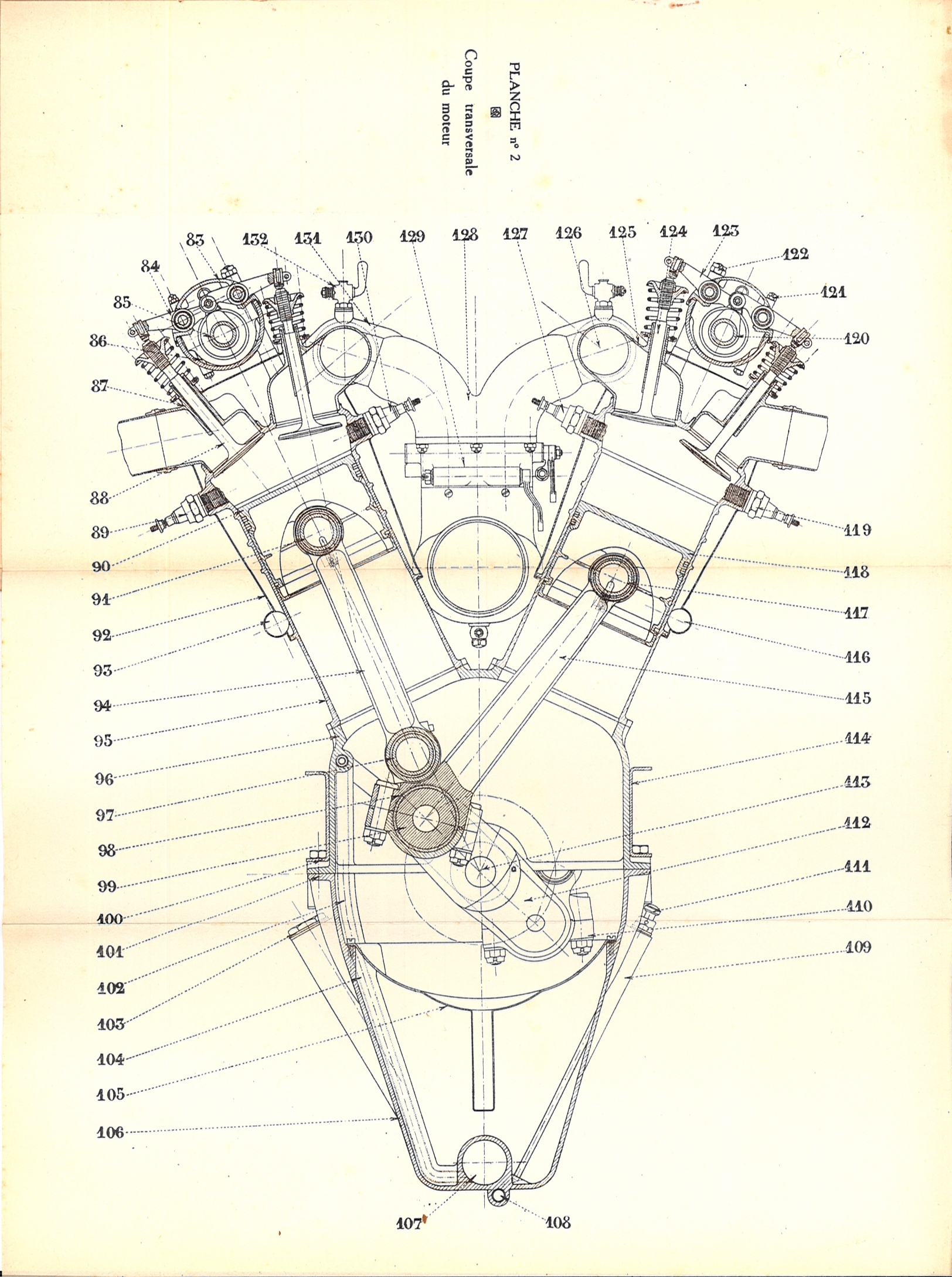
Schéma du moteur, section traversant les cylindres.

Le tableau suivant reprend les caractéristiques du moteur. Les données sont issues de Renault.
| Charactéristiques générales          | Charactéristiques générales                                                                                                |
| ------------------------------------ | --- |
| Type                                 | Moteur à piston V-8 refroidi à l'eau à 50 degrés                                                                           |
| Alésage                              | 125 mm |
| Course                               | 150 mm |
| Cylindrée                            | 14,7 L |
| Composants                           | |
| Distribution                         | Arbre à cames en tête, une soupape d'admission et une soupape d'échappement par cylindre                                   |
| Alimentation                         | Carburateur à double chambre à air ascendant                                                                               |
| Graissage                            | Carter humide |
| Refroidissement                      | Eau |
| Performances                         | |
| Puissance                            | - 192 ch (143 kW) à 1 500 tpm - 196 ch (146 kW) à 1 550 tpm (régime normal) - 200 ch (150 kW) à 1 600 tpm (régime maximal) |
| Consommation spécifique de carburant | 9,93 kW/L |